# Romanos 12
Romanos 12 é o décimo-segundo capítulo da Epístola aos Romanos, de autoria do Apóstolo Paulo, no Novo Testamento da Bíblia.

## Manuscritos
- O texto original é escrito em grego Koiné.
- Alguns dos manuscritos que contém este capítulo ou trechos dele são:
  - Codex Vaticanus
  - Codex Sinaiticus
  - Codex Alexandrinus
  - Codex Carolinus
- Este capítulo é dividido em 21 versículos.

## Estrutura
A Tradução Brasileira da Bíblia organiza este capítulo da seguinte maneira:
- Romanos 12:1-2 - A nova vida
- Romanos 12:3-8 - O devido uso de dons espirituais
- Romanos 12:9-21 - Direções para a vida cristã